# Eibseeseilbahn
Eibseeseilbahn (på dansk: Eibsee Svævebane) var en svævebane i Bayern i det sydlige Tyskland. Svævebanen gik fra Eibsee, der ligger ved søen Eibsee, til toppen af Zugspitze, Tysklands højeste bjerg, og var en del af konceptet Zugspitze rundtur.
Eibseeseilbahn åbnede i 1963. Dalstationen lå ved Eibsee i en højde af 1.005 moh. og topstationen, der ligger på toppen af Zugspitze, ligger i en højde af 2.950 m.o.h. Banen blev bygget for at skabe mulighed for en hurtigere adgang til Zugspitze, der danner grænse til Østrig. Hidtil var adgang fra den tyske side af bjerget kun muligt med Bayerische Zugspitzbahn, tandhjulsbanen fra Garmisch-Partenkirchen, som ikke gik helt til toppen så man måtte tage den sidste strækning med svævebanen Zugspitz-Gletscherbahn. Det er Bayerische Zugspitzbahn, der også ejer og driver de to nævnte svævebaner, og det er derfor almindeligt, at turister tager en Zugspitze Rundtur, hvor alle tre transportmidler prøves.
Fra 21 december kan man benytte den nye Seilbahn Zugspitze, der vil kører, hvor Eibseeseilbahn kørte. Til den 21 December kører tandhjulsbanen i halvtimesdrift mellem Eibsee og Zugspitzplatt.

## Fremtidige ændringer
Der er planlagt en udbygning (fornyelse) af Eibseeseilbahn. Den nuværende Eibseeseilbahn kører videre indtil slutningen af vintersæsonen 2015/16 (Eibsee Seilbahn lukker dog lidt før sæsonafslutningen nemlig allerede mandag den 2 april. Det bliver dermed sidste mulighed, for at kører med Eibsee Seilbahn. Herefter overtager tandhjulsbanen og kører sommeren over i 1/2-times drift (fra Eibsee), og Gletscherbanen klarer det sidste stykke fra Zugspitzplatt til Zugspitzgipfel. 
I vinteren 2017 åbner den nye Seilbahn Zugspitze (til den tid har den nyt navn "Seilbahn Zugspitze") Datoen er fastlagt til 21 December. Der bliver 2 nye kabiner, der hver kan tage 120 passagerer og kører med en kapacitet på 700 passagerer i timen (mod op til 300 i dag). Endvidere erstattes de to gamle pyloner af en enkelt pylon, der bliver verdens højeste med 127 meter.
Endvidere får Seilbahn Zugspitze  flere verdensrekorder - verdens højeste pylon til kabelbaner (127 meter), og verdens længste spændefelt fra pylon til toppen på 3.213 meter.

## Tekniske data
Eibseeseilbahn havde følgende specifikationer:
- Længde: 4.450 meter
- Vertikal stigning: 1.950 meter
- Antal pyloner: 2 stk
- Pylonernes højde: 65 og 85 meter
- Antal kabiner: 2 stk
- Antal passagerer pr. kabine: 44 personer
- Bærewirernes dimension (tykkelse): 46 mm
- Trækkablernes dimension (tykkelse): 29 mm'
- Drivkraft: Elektricitet (750 kW)
- Turens varighed: 10 minutter
- Gennemsnitshastighed: 36 km/h
- Kapacitet: 300 personer i timen, hver vej

Hver af de to kabiner kørte på to bærewirer (kabler - tysk: tragseil) og og blev trukket hver af to trækkabler (tysk Zugseil).

## Links
- Eibseeseilbahn på "Lift-World" Arkiveret 16. januar 2012 hos  Wayback Machine
- Pylon I Arkiveret 18. april 2012 hos  Wayback Machine on skyscraperpage
- Pylon II Arkiveret 18. april 2012 hos  Wayback Machine on skyscraperpage
- Neue Eibsee-Seilbahn Arkiveret 31. juli 2015 hos  Wayback Machine på zugspitze.de (tysk)

47°27′22.12″N 10°59′30.36″Ø / 47.4561444°N 10.9917667°Ø